# Housenčík papuánský
Housenčík papuánský (Coracina papuensis) je druh pěvce z čeledi housenčíkovití (Campephagidae) a rodu Coracina. Popsal jej Johann Friedrich Gmelin roku 1788 a dělí se na větší množství poddruhů.
Housenčík papuánský se vyskytuje od východní Indonésie přes ostrov Nová Guinea a Šalomounovy ostrovy až po Austrálii. Je ptákem lesů a savan, přičemž představuje vysoce početný druh. Mezinárodní svaz ochrany přírody hodnotí housenčíka k roku 2022 jako málo dotčený taxon. Populace tohoto ptáka vzrůstá, čemuž zřejmě – poněkud paradoxně – napomáhá pokračující lidské narušování původních stanovišť.
Housenčík papuánský dosahuje velikosti 25 až 28 cm. Jde o celkem malý druh, s nevýrazným zbarvením peří. Hřbet je světle šedý, spodní strana těla bělavá. Od zobáku k oku se rozprostírá tmavá protáhlá maska, okolo oka mají housenčíci bělavý kroužek, jenž však nemusí být na první pohled patrný. Jde však o jedinečný identifikační znak. Záměna může nastat s housenčíkem černolícím (Coracina novaehollandiae), a to především v případě jeho mláďat, která ještě nemají plně vyvinutou obličejovou masku; na základě určitých odlišností ve zbarvení a odlišné velikosti (housenčík papuánský bývá menší) však ani v takovém případě nemusí být správná identifikace druhu obtížná.
Housenčík papuánský často vysedává na nápadných místech, a to buď samostatně, případně v párech.